# Martin Kivuva Musonde
Martin Kivuva Musonde (* 10. Februar 1952 in Muthetheni) ist ein kenianischer Geistlicher und römisch-katholischer
Erzbischof von Mombasa. 

## Leben
Martin Kivuva Musonde empfing am 9. Dezember 1978 die Priesterweihe.
Papst Johannes Paul II. ernannte ihn am 15. März 2003 zum Bischof von Machakos. Die Bischofsweihe spendete ihm der Erzbischof von Nairobi, Raphael S. Ndingi Mwana’a Nzeki, am 3. Juni desselben Jahres; Mitkonsekratoren waren John Njenga, Erzbischof von Mombasa, und Nicodemus Kirima, Erzbischof von Nyeri.
Am 9. Dezember 2014 ernannte ihn Papst Franziskus zum Erzbischof von Mombasa. Die Amtseinführung fand am 21. Februar des folgenden Jahres statt.
Seit Juli 2021 ist er Vorsitzender der kenianischen Bischofskonferenz.